# Fryštátské železárny
Fryštátské železárny, německy Freistädter Stahl- und Eisenwerke A. G, byl hutní závod ve Fryštátě, který v letech 1907–1930 vyráběl ocel a výrobky z oceli.

## Kolem roku 1900
Společnost Severní dráha císaře Ferdinanda zahájila provoz na dráze Petrovice u Bohumína (dnes Petrovice u Karviné) – Karviná hlavní nádraží (dnes Karviná-Doly) 1. září 1898. Stavbu urychlily aktivity města Fryštát, které se obracelo na ústřední orgány. Dráha spojila se železniční sítí okresní město Fryštát i lázně Darkov. Mezi Petrovicemi a Fryštátem procházela trať pozemky města. Pás pozemků dlouhý cca 1 200 m a široký cca 500 m byl pro radní města příležitostí přilákat do města investory. Na přelomu 20. a 21. století bychom mluvili o zřízení průmyslové zóny. Město Fryštát pozemky prodávalo podnikatelům, ale ti měli povinnost zaměstnávat místní obyvatele.

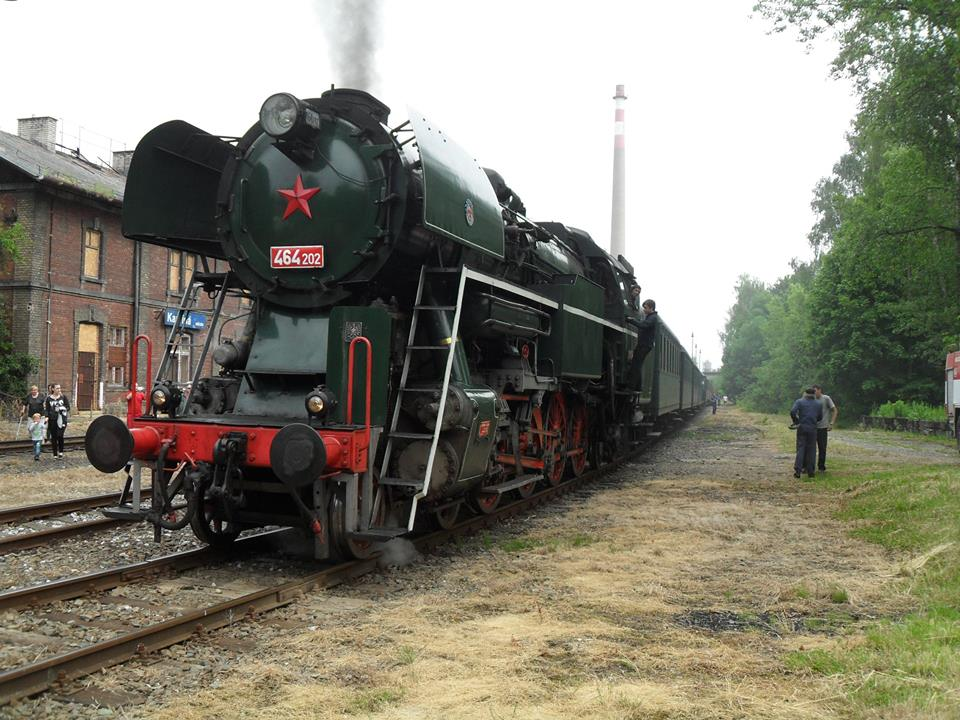
Bývalé nádraží Fryštát (Freistadt)

Příležitosti k výstavbě závodu využil František Pospíšil (Franz Pospischil), který už v roce 1903 zamýšlel postavit válcovnu v lokalitě Podobora v obci Chotěbuz. Nakonec se rozhodl pro Fryštát a 9. listopadu 1904 sepsal s městem Fryštát kupní smlouvu na parcely 283/1, 283/2 a 284/2 v lokalitě Hartaky, které místní přezdívali Kartágo. Na parcelách byla rychle postavena budova tažírny a už dne 21. července 1905 začala výroba drátů do průměru 5 mm. František Pospíšil v tomtéž roce koupil také drátovnu v těšínské čtvrti Steinplatz na Tovární ulici (Fabrikgasse) kterou založil Karl Thiele. Provozoval ji pod jménem Draht- und Schraubenfabrik, Thiel´s Nachfelder (Drátovna a šroubárna, Thielův nástupce). Potomci Karla Thieleho žalovali Pospíšila za zneužití jména a soud vyhráli. Pospíšil firmu přejmenoval na Draht-, Drahtstiften-, Werkzeug- und Kabelfabrik a prodal Robertu Pollakovi. Ten ji na konci roku 1906 prodal Mährisch-Schlesische Aktiengesellschaft für D r a h t i n d u s t r i e, která sídlila v Opavě. V této společnosti, která založila drátovnu v obci Pudlov byl podílníkem František Pospíši.
Po několika měsících výroby fryštátské drátovny sdělil Pospíšil okresnímu hejtmanství, že má finanční problémy, a proto zastavuje výrobu. Následně propustil 150 dělníků a nedostavěnou provozovnu prodal 18. května 1906 Robertu Pollakovi. Finanční problémy nebyly skutečným důvodem prodeje drátovny. V roce 1906 totiž zakoupil František Pospíšil budovy a pozemky v katastrálním území Řepčín a zahájil zde výrobu zemědělských vidlí a náprav pro selské potahy.

## Další vývoj
Robert Pollak (1864–1940) z Prostějova pokračoval ve výstavbě. Vznikla válcovna na páskovou ocel a první martinská pec. Jeho záměrem bylo vybudovat větší podnik, a proto potřeboval další pozemky a kapitál. Pozemky získal 14. září 1907 koupí sousedních parcel 283/4-283/10, parcely 197 a dalších parcel vedených v tehdejším katastrálním území Fryštát-Dolní předměstí, jako parcely 200 až 213.
Kapitál potřebný pro rozvoj firmy získal vytvořením akciové společnosti s majetnými občany Fryštátu dne 15. listopadu 1907. Společnost vydala dne 1. prosince 1907 akcie Freistädter Stahl- und Eisenwerke A. G. Předmětem podnikání měla být podle zápisu v obchodním rejstříku ze dne 10. prosince 1907 výroba surového železa a oceli, dále výroba tyčového železa včetně kolejnic a nosníků a taktéž výroba plochého železa včetně plechů. Dále je zmíněna výroba trub a vagónových náprav. Sídlo firmy bylo na adrese Freistadt 296, na akciích byl uveden Freistadt in Schlesien (Fryštát ve Slezsku). Na firemních obálkách byl uveden název Freistädter Stahl- & Eisenwerke A.-G. österr. Schlesien, FREISTADT österr. Schlesien.
Výrobou surového železa se obecně rozumí výroba z rud ve vysoké peci. Při založení firmy byla stavba vysoké pece myslitelná, jenže výroba železa se začala koncentrovat do efektivnějších velkých hutí. To byl případ vysoké pece v nedalekém Bohumíně, která vyhasla již po šesti letech provozu (1912–1918).
Během první světové války pracovali v železárnách ruští a italští zajatci.
Elektrickou energii odebíraly železárny od firmy Kamennouhelné doly Jeho Excelence Johanna hr. Larisch-Mönnicha, konkrétně z elektrárny „Centrála 2“, která stála v areálu dolu Jan Karel.
V období největšího rozmachu vyráběla firma ocel v pěti martinských pecích, které měly roční kapacitu až 160 000 t. Ocel zpracovávaly válcovny tyčového železa s roční kapacitou 100 000 t, válcovny plechu, lisovna a kovárna.
V roce 1922 přistoupily Fryštátské železárny k Československému železárenskému kartelu, který stanovil kvóty výroby oceli. Nastavení stropu výroby mělo kladný vliv na plánování investic jednotlivých členů a zamezení dumpingových cen. Dalším efektem byl zájem velkých firem o ovládnutí menších firem, a tím získání jejich podílu na trhu. To zvýšilo konkurenceschopnost celého československého železářského průmyslu, který byl tradičně exportně orientován. Podíl fryštátských železáren na výrobě oceli v Československu byl stanoven na 4,49 %, nedaleké Třinecké železárny měly stanovenou kvótu 15,35 %. Robert Pollak založil na adrese Wien III/3, Rennweg 11, firmu „Wiener Eisenhandels, GmbH“, a ta zajišťovala prodej výrobků železáren. Z Vídně prováděl i finanční operace. Ekonomická rozhodnutí dělal na základě zpráv vypracovaných auditory jako byla firma C. M. Lewina, stavebního inženýra a auditora – Kancelář pro organizaci továren. Vedením provozu železáren pověřoval hutní odborníky. Železárny vedl v letech 1916–1918 Dr. -Ing. Johann „Jean“ Puppe, který již před svým nástupem podal patentovou přihlášku na válcování profilů se širokými patkami.

## Firmy v sousedství

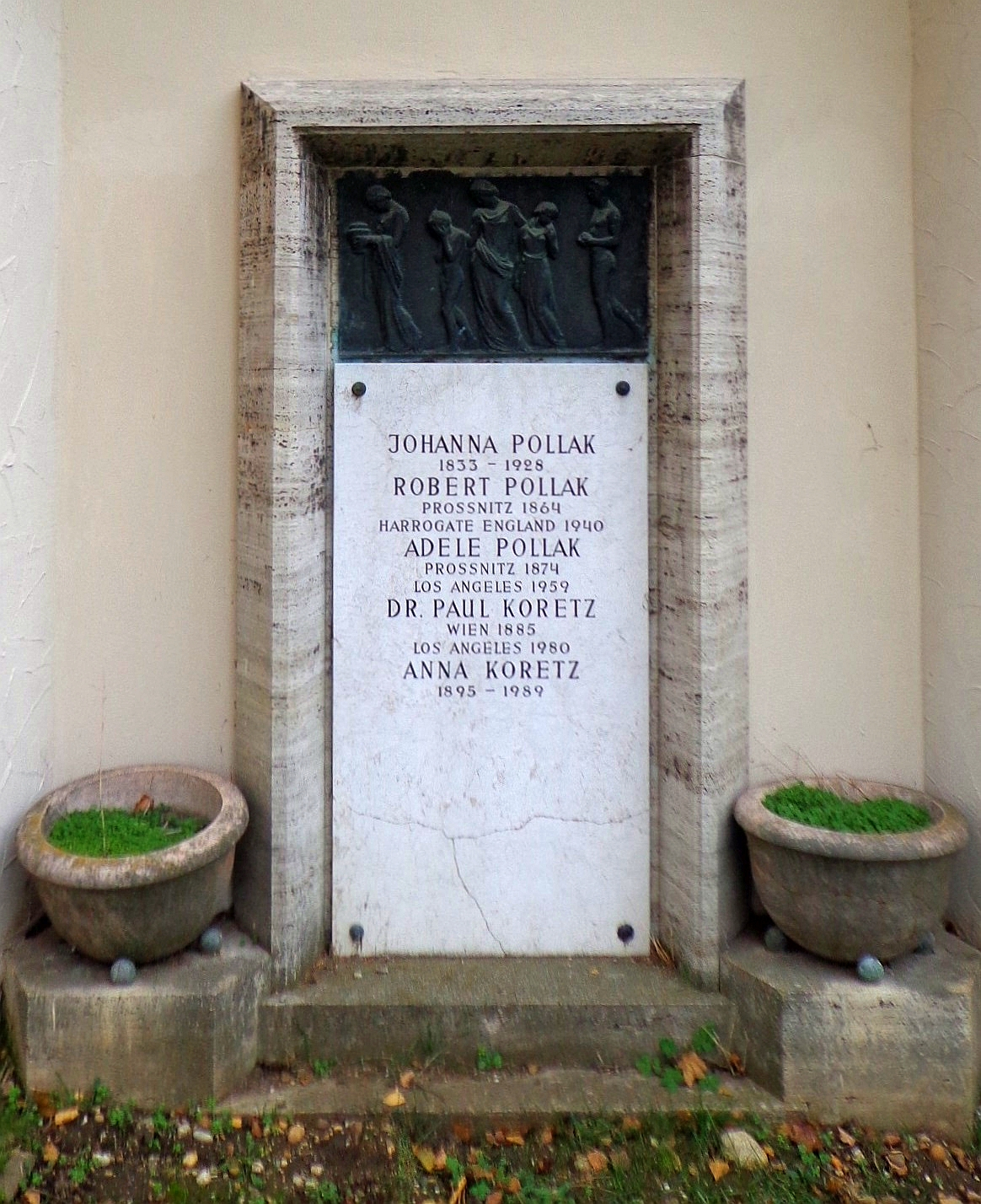
Urnový hrob rodin Pollak a Koretz ve Vídni-Simmeringu

V blízkosti Fryštátských železáren založil Robert Pollak během roku 1912 „Jäkel's Hufeisenfabrik, GmbH“ neboli Továrnu na Jäklovy podkovy, později jako Jäkls Eisenindustrie BmbH. 18. 12. 1922 tuto firmu zapsal v obchodním rejstříku jako „Jäklův železářský průmysl“. Tato firma byla obchodně zastoupena stejnou kanceláří (Wiener Eisenhandels, GmbH) jako Fryštátské železárny.
Dalším podnikem Roberta Pollaka byl „Freistädter Waggonbau A.G.“, která v letech 1917–1920 vydávala akcie s nominálními hodnotami ve třech různých měnách (rakousko-uherská koruna, polská marka, československá koruna). 2. ledna 1920 byly vydány akcie s kupóny na 16 let. Firma vyrobila v prvním období 200 vagonů, a pak se výroba zastavila. Zahraniční kupci se totiž obraceli především na továrny s delší tradicí, kterou fryštátská vagonka neměla. Továrna žádala o státní úvěr, což jí bylo odepřeno, a tak nebyla schopna zajistit dodávky ani pro československý stát. Pokusy o získání vládní půjčky pokračovaly i v roce 1921.
Všechny tyto okolnosti dohromady způsobily, že vedení továrny uvažovalo o úplném uzavření společnosti. Na území Československa neobstála tato výroba v soutěži s konkurencí, resp. nebylo pro ni na malém trhu průmyslového Československa místo. Záměry vybudovat továrnu na vagony vznikly ještě za existence Rakouska-Uherska a počítaly s prodejem do průmyslově méně rozvinutých částí Habsburské monarchie.

## Prodej
V roce 1921 prodal Robert Pollak akcie železáren Mannesmannröhren-Werke Komotau (Chomutov). Ve správní radě Fryštátských železáren tak zasedni pánové Heinhich Bierwes (generální ředitel Mannesmann), dr. Richard Goldmann (právní zástupce v Chomutově), Paul Pastor (Düsseldorf), Max Steinhal (Berlín) a Max Sliwka (ředitel ve Fryštátských železárnách). V lednu 1923 navštívili ředitelé düsseldorfského závodu Mannesmann Fryštátské železárny Přítomni byli i ředitelé Kruppových závodů v Essenu, neboť Kruppovy závody jsou zastoupeny i ve správě Mannesmannových závodů. Bylo rozhodnuto o rozjezdu Fryštátských železáren, které z velké části stály, od února 1923. Propuštění dělníci z Porúří by měli být zařazeni do železáren, aby zde mohl být zahájen plný provoz.
XIX. mimořádná valná hromada akcionářů konaná dne 19. března 1923 v Praze se usnesla "snížiti akciový kapitál společnosti s K 20,000.000´– na Kč 4,000.000´-". Pět akcií po 200 K bylo vyměněno za jednu akcii za 200 Kč. Dne 12. července 1923 následovala emise 80 000 akcií prostřednictvím „zatímních listů“ (Interimsschein). 
Dne 23. dubna 1924 napsaly Národní listy, že Vítkovické železárny koupily akciové železárny a ocelárny ve Fryštátě. Ve XXI. řádné valné hromadě Fryštátských železáren a oceláren, akciová společnost, konané dne 22. května 1924 bylo usneseno rozpuštění společnosti. Od 8. června společnost vystupovala jako Fryštátské železárny a ocelárny, akciová společnost v likvidaci.
Fryštátské železárny a ocelárny, akciová společnost v likvidaci začala rozprodávat majetek. Vítkovickému hornímu a hutnímu těžířstvu odprodala část strojů a zařízení za 35 milionů korun, Báňské a hutní společnosti odprodala materiál v hodnotě 5 milionů korun. Areál železáren odkoupila Komanditní společnost Fryštátských železáren založená dne 28.7.1924 československým občanem Evženem Rotschildem (narozený jako Eugene Daniel von Rothschild) a Rudolfem Gutmannem (narozený jako Rudolf von Gutmann). V zakládací listině je uveden i nový název společnosti: Fryštátské železárny a ocelárny, komanditní společnost. Sídlo společnosti bylo v Moravská Ostravě.
Ředitelem se stal Ing. Jindřich Josef Wald, syn profesora Františka Walda, metalurga a rektora ČVUT. Před převzetím majetku se vyjádřil generální ředitel Vítkovických železáren, že Fryštátské železárny nebyly postaveny za zdravé základně: "Nemají uhlí, nemají rudu a nevlastní zdroj energie". Dále přišel s myšlenkou, že by měl pomoci stát. Konkrétně by měla státní ČSD snížit přepravní tarify mezi Vítkovicemi a Fryštátem.
Fryštátské železárny a ocelárny, komanditní společnost zastavila v roce 1928 výrobu oceli v martinských pecích a materiál učený pro tento provoz prodala sousednímu Jäklovu železářskému průmyslu. V roce 1929 se zastavila v rámci kartelových dohod válcovna plechů. Za závazek, že na věčné časy nebudou vyrábět ve Fryštátě jemné plechy jim Báňská a hutní společně se Železárnami a.s. Rothau Neudek vyplatila cca 35 milionů korun. Součástí smlouvy byl i závazek, že stroje k výrobě jemného plechu neprodá firmě, která není součástí Čsl. kartelu válcovaného zboží. Bylo zřejmé, že provozy železáren budou uzavřeny.
Uzavření železáren by mělo velký dopad na pracující, protože jen některým byla přislíbena možnost zaměstnání v železárnách ve Vítkovicích. Proto se do vyjednávání s vedením firmy zapojil starosta Fryštátu Kamil Krčmář. Po finanční pobídce starosty Krčmáře a okresního hejtmana Härinka vedení železáren bylo přislíbilo, že se do areálu přemístí jiná firma. Pobídka ve výši cca 200 tisíc měla být použita právě na úhradu přestěhování firmy.
V dubnu roku 1931 vstoupil do Komanditní společnosti Fryštátských železáren Hugo Melder. Jeho firma Mücke-Melder si pronajala výrobní haly a zahájila výrobu děrovaných plechů, drátěného pletiva a kovového nábytku.